# Rouleau (textiel)

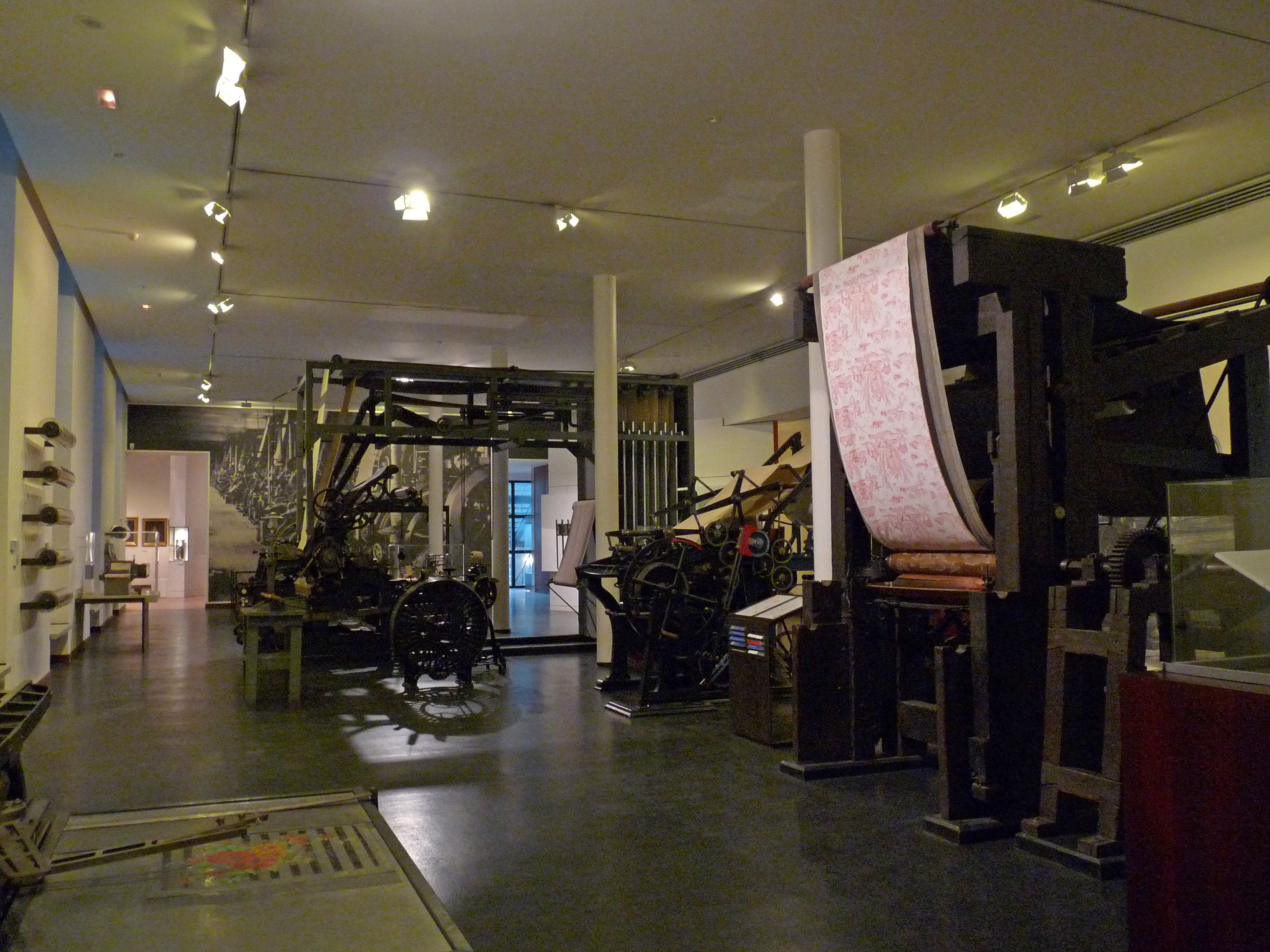
Rouleaumachine

Een rouleau is een textieldrukmachine.

## Geschiedenis
Het bedrukken van textiel geschiedde vanouds met de handdruktechniek. Dit werk was zwaar en de arbeidsproductiviteit lag laag. Een verbetering was het gebruik van koperen platen in een soort drukpers. Dit bleef echter een discontinu proces.
Om tot een continu proces te komen werd gebruik gemaakt van drukrollen. Een vroege ontwikkeling was het apparaat van Andreas Glorez (1701) dat gebruik maakte van houten drukrollen. In één daarvan was het motief uitgestoken. Op deze rol werd de drukpap handmatig aangebracht.
Dit apparaat werd gaandeweg verbeterd. Men ging gebruik maken van koperen platen die gegraveerd waren. Doordat de rol door een verfbak liep gebeurde nu het opbrengen van de drukpap automatisch. Om te zorgen dat de inkt niet buiten de groeven kwam werd in 1785 door de Engelsman Thomas Bell een rakel aangebracht die de overtollige verf weg schraapte. Aldus ontstond de machine die rouleau werd genoemd. Deze kon patronen drukken die uit zes kleuren bestonden waarvoor uiteraard zes verschillende rollen vereist waren die synchroon met elkaar moesten lopen.
Deze machines hadden echter nog aanzienlijke nadelen. Voor elke kleur in een dessin moest een afzonderlijke rol worden gegraveerd. Niet alleen de kosten van het graveren, maar ook van de koperen rollen, waren hoog. Alleen massaproductie was daarom rendabel bij een dergelijke machine.
Pas omstreeks 1840 was de machine zover ontwikkeld, en waren de marktomstandigheden zozeer verbeterd, dat de rouleau grootschalige ingang vond in de Britse textieldrukkerijen en de handdruktechniek verdrong.
Aangezien de Engelsen het -vooral in de Napoleontische tijd- verboden om de machines te exporteren naar het Europese vasteland, trachtte men aldaar op eigen kracht een rouleau te ontwikkelen. In Frankrijk was het Lefèvre die in 1807 een bruikbare rouleau ontwikkelde. In 1834 werd in Frankrijk echter een alternatieve machine uitgevonden, de Perrotine, waarvan het principe feitelijk neerkwam op de mechanisatie van de handelingen van de handdruktechniek. Ook deze machine had zijn voordelen die echter, door de vervolmaking van de rouleau, geleidelijk van minder belang waren, waardoor de Perrotine tegen het eind van de 19e eeuw geheel verdrongen werd door de rouleau.